# Illinois State Route 5
Die Illinois State Route 5 (kurz IL 5) ist eine State Route im US-Bundesstaat Illinois, die in Ost-West-Süd-Richtung verläuft.
Die State Route beginnt am U.S. Highway 67 in Rock Island und endet nach 25 Kilometern östlich von Silvis an den Interstates 80 und 88 sowie an der Illinois State Route 92.

## Verlauf
Die IL 5 verläuft ab der Abzweigung vom US 67 in östlicher Richtung parallel zum Rock River und triff im Süden von Moline auf die Trasse der Interstate 74 und des U.S. Highways 6. Die State Route führt am südlichen Stadtrand als John Deere Expressway entlang. In Silvis wird sie von der Illinois State Route 84 gekreuzt und verlässt gemeinsam mit der State Route 92 die Stadt in nordöstlicher Richtung. Die IL 5 geht am Kreuz mit der I-80 in die Interstate 88 über, dabei folgt die IL 92 im Anschluss der Trasse der I-88.